# Anepsion maritatum
Anepsion maritatum är en spindelart som först beskrevs av O. Pickard-Cambridge 1877.  Anepsion maritatum ingår i släktet Anepsion och familjen hjulspindlar. Inga underarter finns listade i Catalogue of Life.